# Фишур
Фишур (перс. فیشور‎) — небольшой город на юге Ирана, в провинции Фарс. Входит в состав шахрестана Эвез.

## География
Город находится в южной части Фарса, в горной местности юго-восточного Загроса, на высоте 659 метров над уровнем моря.
Фишвар расположен на расстоянии приблизительно 225 километров к юго-востоку от Шираза, административного центра провинции и на расстоянии 900 километров к юго-юго-востоку (SSE) от Тегерана, столицы страны.

## Население
По данным переписи, на 2006 год население составляло 5201 человека; в национальном составе преобладают персы (носители диалекта Фишвари), в конфессиональном — мусульмане-сунниты.